# Vila Liscio
Vila Liscio foi uma vila situada na cidade de São Paulo, com características arquitetônicas peculiares que se encontrava em processo de tombamento público, até ser autorizada sua demolição. Foi construída na década de 1930 na Avenida Brigadeiro Luís Antônio, nº 3005. O proprietário da vila à época de sua construção era o industrial Luiz Liscio. A forma da disposição das casas, em U, com uma frondosa árvore em praça ao centro e sua abertura para a via principal, delineiavam um conjunto peculiar no contexto urbano. Atualmente o terreno pertence à JSTX PARTICIPAÇÕES LTDA.

## Construção e uso

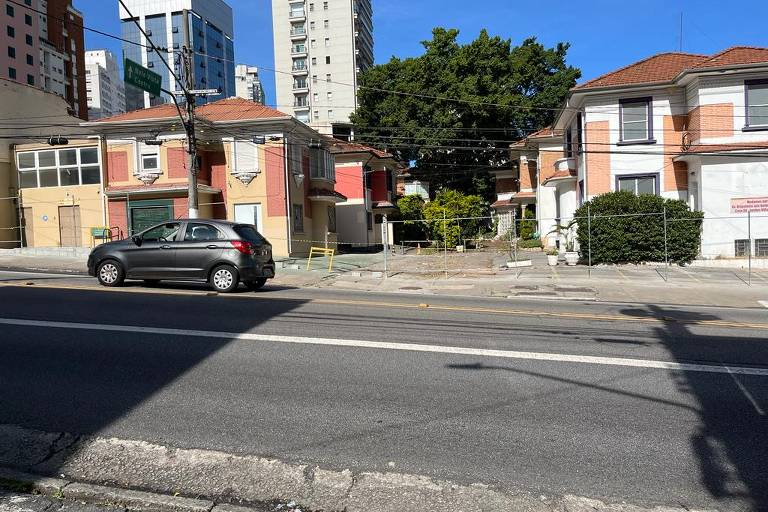
Frente da Vila Liscio

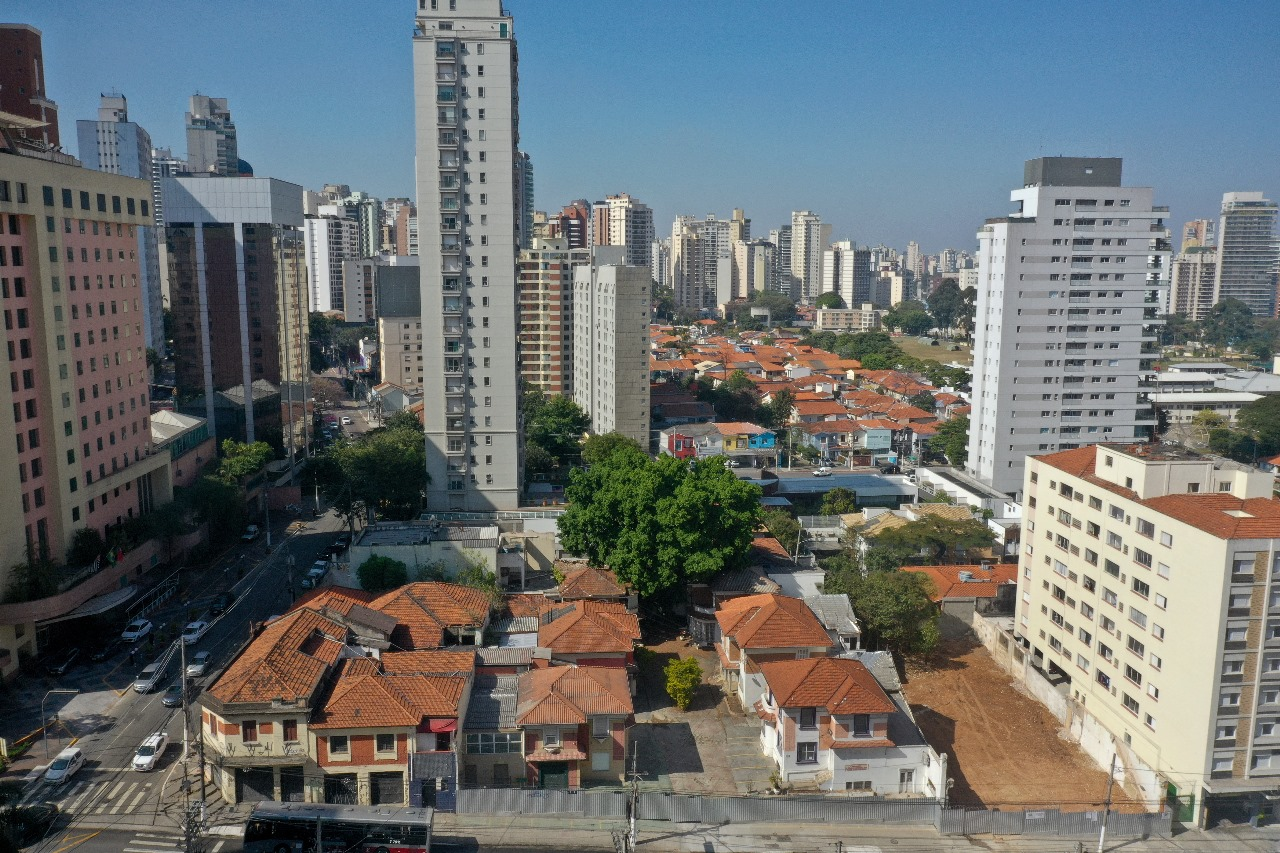
Vista aérea

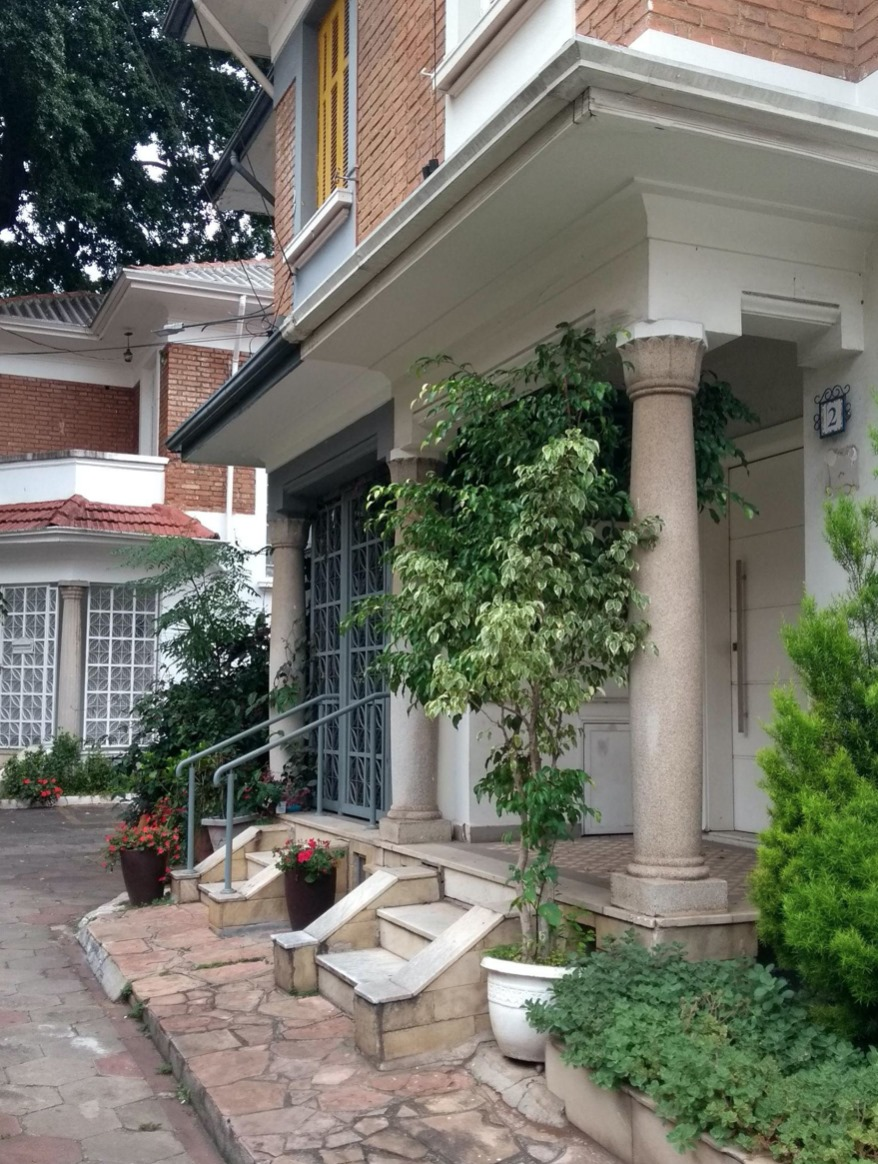
Detalhes de uma casa

O projeto das casas da Vila Liscio foi realizado e executado pelo Escritório Técnico A. Marchesini, de Augusto Bernardelli Marchesini, engenheiro que projetou o Teatro São Pedro, na Barra Funda (1917). O projeto da Vila Liscio provavelmente é datado de outubro de 1934, quando tramitou na prefeitura um processo de modificação de planta e descritivo dos materiais das casas já em construção. Especialistas supõem que o Escritório Técnico A. Marchesini tenha elaborado o projeto das casas até mesmo em período anterior ao segundo semestre de 1934.
Em agosto de 1934, Luiz Liscio e sua mulher, Catarina M. Liscio, doam a Fidea Liscio, filha do casal, parte do terreno onde se construía (ou estava para ser construída) a vila. A outra parte do terreno foi doada na mesma data para a outra filha, Lada Liscio. Lada ficou com a fração do terreno onde foram construídas as casas do lado esquerdo de quem olha da Avenida Brigadeiro Luís Antônio (na altura do número 2.999) e sua irmã, Fidea, com as do lado direito (na altura do número 3.013). O eixo da via que serve à vila encontra-se no número 3005. Provavelmente, as casas pertencentes às irmãs Liscio eram destinadas para renda com aluguel, forma de incorporação imobiliária comum à época.
O pai, antigo proprietário do terreno da vila, e quem comissionara o projeto ao Escritório Técnico A. Marchesini, o italiano Luiz Liscio (1884-1974), era proprietário da Indústrias Cama Patente L. Liscio - S.A., fábrica moveleira que revolucionou técnica e culturalmente a produção, distribuição e consumo de bens industrializados no Brasil.

## Características e processo de tombamento

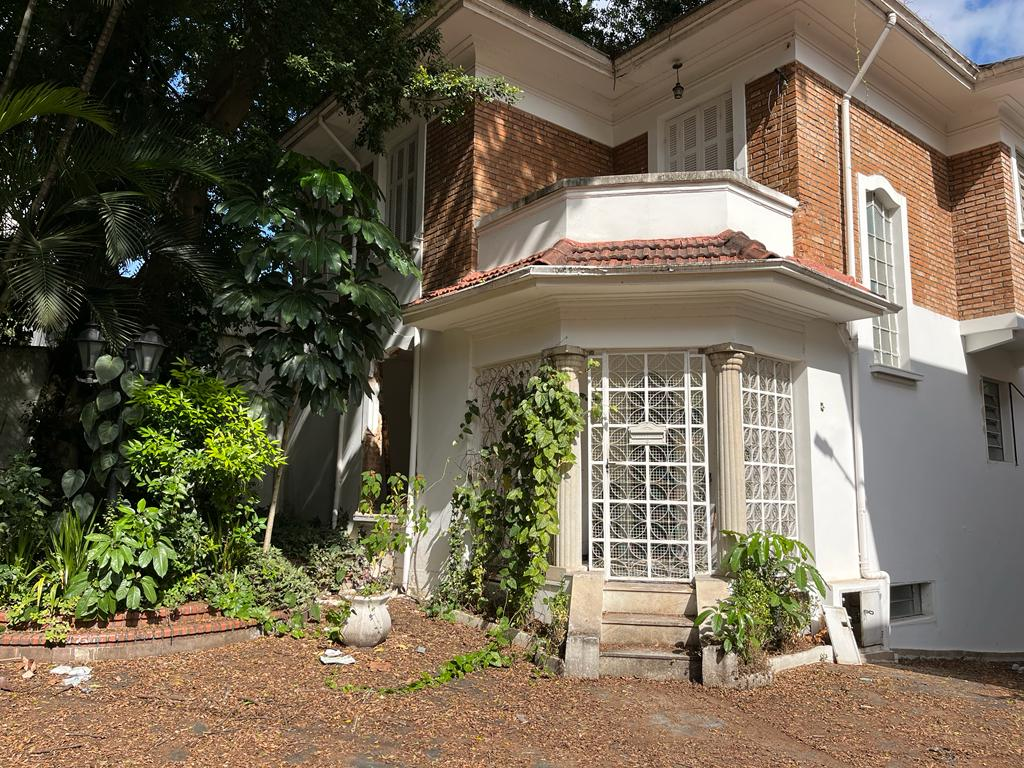
Detalhes de uma casa

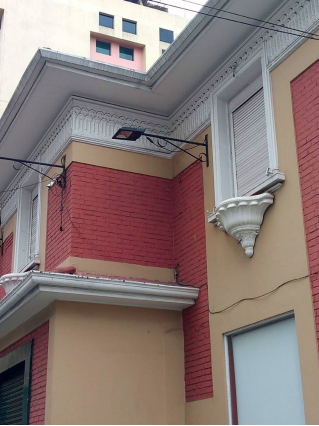
Detalhes de floreira e faixa decorativa.

A vila Liscio  encontra-se atualmente em bom estado de conservação. O processo de tombamento da Vila Liscio apresenta que, em termos estilísticos, as casas da Vila Liscio poderiam ser enquadradas como ecléticas, apesar de não muito ornamentadas.
Chamam atenção os frisos próximos ao beiral das duas casas mais próximas da avenida, volutas dispostas em série, lembrando brotos de samambaias, bem ao gosto déco dos anos 20 e 30. As colunas de granito nas varandas de acesso das casas também são dignas de nota, variando entre si em alguns detalhes. 
As qualidades na implantação geram uma ambiência urbana acolhedora e ao mesmo tempo aberta para a rua, como se fosse uma praça. Conformam um espaço de qualidade para o pedestre e um marco na paisagem da via em que está situada. É um exemplar relativamente bem conservado de uma forma de ocupação densa do solo urbano, não vertical, numa via movimentada e com uma relação rica entre cheios e vazios em sua implantação, de espaços públicos e privados, para o transeunte. 
Sua forma de incorporação e construção é testemunho do desenvolvimento urbano da cidade, exemplo de vila construída para renda de familiares de um industrial. 
A proeminência de Luiz Liscio na história da indústria brasileira e paulistana também gera interesse especial para este conjunto arquitetônico.